# Garfield MacDonald
John Garfield MacDonald (ur. 8 sierpnia 1881 w Lower South River w Nowej Szkocji, zm. 6 listopada 1951 w Camden) – kanadyjski lekkoatleta, wicemistrz olimpijski z 1908.
Zdobył srebrny medal w trójskoku na igrzyskach olimpijskich w 1908 w Londynie, za Timothym Ahearne’em reprezentującym Wielką Brytanię, a przed Norwegiem Edvardem Larsenem. Zajął również 13. miejsce w skoku wzwyż (wraz z 2 innymi zawodnikami) oraz startował w skoku w dal. Wynik MacDonalda uzyskany w finale trójskoku – 14,76 m – był pierwszym oficjalnym rekordem Kanady w tej konkurencji.
MacDonald był mistrzem Kanady w skoku wzwyż i skoku w dal w 1908.